# I Never Liked You
I Never Liked You  es una novela gráfica creada por el caricaturista canadiense Chester Brown. La historia transcurre entre el año 1991 y el año 1993 bajo el título de "Fuck", apareciendo en los tomos 26 a 30 de cómic de Brown titulado Yummy Fur el cual fue publicado en el libro de Drawn and Quarterly  en el año de 1994. Trata de la adolescencia de Brown y su timidez, la cual le causaba dificultad para hablar con los demás, en especial con personas del sexo opuesto, incluyendo su madre, le cual creía incapaz de expresar sus emociones incluso cuando ella fingió estar muriendo en un hospital. La historia tiene un diálogo mínimo parcialmente narrado. La obra está catalogada como uno de los trabajos más simples de Brown, ya que varias páginas consisten únicamente en una pequeña viñeta.
Brown adquirió fama de manera inmediata en el ambiente de los cómics alternativos con Ed the Happy Clown, una obra muy surrealista que logró romper con algunos tabús. La historia concluye con un final abrupto en 1989, influido por las historietas autobiográficas de Joe Matt y Julie Doucet, por lo que Brown decidió empezar a contar historias más personales. El estilo sin complicaciones de sus amigos y compañeros caricaturistas provenientes de Toronto Seth lo inspiraron para perfeccionar su obra.
Brown invirtió demasiado tiempo trabajando en "I Never Liked You", ya que en su libro anterior The Playboy (1992), extendió tanto la obra que ésta se volvió demasiado compleja para poder manejarla.  
"I Never Liked You" fue tan bien recibida que hasta encontró un hueco entre las obras de los caricaturistas Jeffrey Brown, Ariel Schrag y Anders Nilsen. El libro apareció a mediados de los 1990, marcando una tendencia hacia la autobiografía dentro de los cómic alternativos y convirtiendo a Brown en parte del trío prominente de Toronto, junto a Seth y Joe Matto.
Brown originalmente creó las viñetas para páginas con el fondo de color negro pero éste fue remplazado for un fondo blanco en "New Definitive Edition" en 2002.
Brown creció en Châteauguay un suburbio de Montreal donde la mayoría de las personas hablan inglés, por lo que Brown no sabía hablar francés.. Él se describe a sí mismo como un "joven nerd" atraído por los libros de cómics. Llegó a buscar una carrera en los cómics de superheroés, pero le resultó imposible encontrar trabajo en Marvel o DC  cuando era un joven que recientemente se había graduado de la secundaria. Se mudó a Toronto y descubrió una pequeña prensa donde publicó el minicomic Yummy Fur.

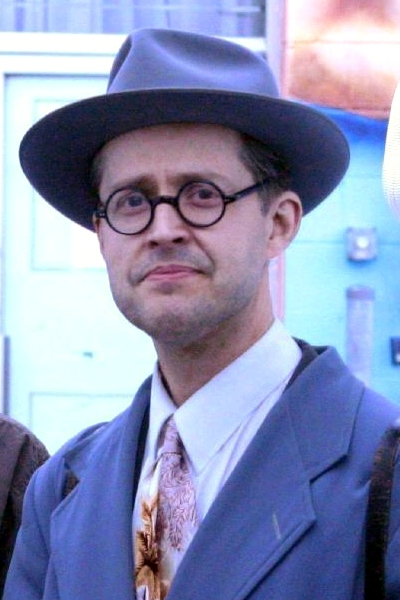
Seth un caricaturista de Toronto cuyo trabajo inspiró a Brown a cambiar el suyo.

Desde 1986 fue en Vortex Comics de Toronto dónde publicó Yummy Fur, después de labrarse un nombre en el ámbito de los cómics alternativos con la serie surrealista Ed the Happy Clown, Brown decidió crear su autobiografía bajo la influencia de la obra de artistas como Julie Doucet y Joe Matt.
Durante su periodo autobiográfico, Brown fue simplificando su estilo gradualmente, inspirado por el ejemplo de sus amigos caricaturistas. Así que tentativamente optó por comenzar a escribir cuentos pequeños y empezó a simplificar las viñetas en su obra.
Brown cambió a los editores de la sede de Montreal Drawn and Quarterly al mismo tiempo completó su novela gráfica la cual narraba su autobiografía,The Playboy en 1992; al principio había pensado que The Playboy y I Never Liked You formaran una sola historia, pero resultó ser demasiado difícil incluso cuando aún se encontraba en el proceso de planificación. The Playboy trata la culpa que Brown sentía por la obsesión de masturbarse viendo pornografía.
El libro ganó elogios, críticas e incluso ganó un premio Harvey Award la cual recibió demasiadas críticas por aquellos quienes la veía ya que utilizaban a la mujer como un objeto e idolatraban la pornografía; el dueño Playboy Hugh Hefner le escribió a Brown para expresar su preocupación ya que él se sentía un poco culpable en un artículo llamado revolución sexual mundial.

## Sinopsis
La historia trata acerca de la adolescencia de Brown en los años 1970 en Châteauguay, el cual es un suburbio de Montreal. Chester - "Chet" para los amigos, es delgado, tiene cabello largo, es introvertido y para él es más fácil expresarse dibujando que hablando. Constantemente trataba de alejarse de las niñas, lo curioso es que él se interesaba en ellas tanto como ellas se interesaban en él. A Chet le costaba mucho trabajo mostrar afecto hacia las personas e incluso a su propia madre le resultaba difícil demostrarle amor. Su madre hablaba con Chet y con su hermano menor llamado Gord acerca de los problemas que los avergonzaban y la religión que les había inculcado, sin embargo Chet era incapaz de rezar, por lo que se burlaba y le importaba poco la escuela.
Chet jugaba a las escondidas con su pequeña vecina, llamada Carrie, que era una niña que tenía como amor platónico a Chet. Carrie lo invitaba diariamente a su casa hasta para lavarse los dientes.
Él y la hermana mayor de Carrie, llamada Connie, cada vez que jugaban al escondite pasaban el tiempo hablando ya que tenían pequeñas cosas en común. Connie le pedía ir a ver  películas, pero él se sentaba lejos de ella cuando los niños de su escuela pasaban; Chet tenía miedo de llegar a tener una cita. Sin embargo, cuando la película acababa, ellos caminaban a casa en silencio.
Chet tenía interés en una vecina llamada Sky que tenía largo cabello y era dos años menor que él. Chet tenía fantasías sobre su vecina Sky al masturbarse. Confesó su amor por ella, pero inmediatamente se sintió cohibido por haber expresado sus sentimientos. Ella llegó a tener una conexión con Chet y quería llegar a formar una relación, pero él era incapaz de manejar sus emociones y prefirió evitar pasar tiempo con ella. Chet le hace un dibujo de un esqueleto el cual lo simbolizaba a él mismo alcanzando un pájaro, el cual simbolizaba a la misma Sky. Cuando Carrie descifra que él usaba símbolos en sus dibujos para expresarse, ella lo confronta y le dice "I Never Liked You!"
Chet y su hermano rara vez visitaban a su madre tras ser internada en el hospital y cuando lo hacían Chet no podía decirle lo mucho que la amaba.La razón por la que la madre estaba hospitalizada fue porque ella sufrió un accidente al caer de las escaleras; cuando eso pasa ella se encuentra muy confundida.
Chet busca excusa tras excusa para no ver a Sky cuando ella trataba de pasar tiempo con él. 
La historia termina cuando Chet rechaza acompañar a Sky a la feria y él le termina diciendo que prefería escuchar el nuevo álbum de Kiss.

## Publicación
"I Never Liked You" fue originalmente serializada bajo el título "Fuck", entre octubre de 1991 y abril de 1993.
Drown y Quartely realizaron una edición recopilada en 1994 cambiando el título de "Fuck" por "I Never Liked You" Brown reagrupo el formato de las páginas removiendo los panales pero lo más importante en esta edición es que en el prólogo Chet explica sus motivaciones. Los paneles estaban un poco más saturados en "Yummy Fur" más que en la edición de colección. 
En el capítulo #30 la historia empieza desde la portada hasta la parte trasera del libroPara la siguiente edición, Brown uso un número de reducidos paneles por página, esto facilitó a tener un número menor de hojas; la "New Definitive Edition" apareció en 2002 con 2 páginas más que tenían una cita textual al final de las hojas. al igual venía trabajando desde 1995 en cómo hacer las caricaturas en su ensayo "My Mom Was a Schizophrenic".  en 1994 la colección incluyó los fondos negros, los cambio a blancos y explicó como el fondo de color blanco lucía un poco más austero. Esta edición terminó con un pequeño mensaje a los lectores donde cuestionaban el por qué y el qué de las cosas.

## Estilo y nálisis
La Academia Charles Hatfield buscaba con mucho interés personas que estuvieran preocupadas por el medio ambiente en la autobiografía de Brown y creían que la historia demostraba "la urgencia de Justin Green y la particular mundanalidad de Harvey Pekar"  para que dos creadores de cómic revelaran su autobiografía. Brown es implacable cuando se trata de hablar de sus años de adolescencia.  A pesar de que en el año 1970 el sexo y las drogas estaban ausentes su vida era regida por la estricta religión que sus padres le imponían y su introversión.
La madre de Brown sufría de esquizofrenia, aunque no es muy explícito pero si habla de algunas escenas donde ella se sentía un poco incomoda al hablar de temas difíciles con Chet y con su hermano Gordo; los niños siempre tenían respuestas de inconformidad. Brown trato la enfermedad mental que tenía su madre en 1995 con su caricatura llamada Brown "My Mom Was a Schizophrenic", en la cual él entraba a un hospital psiquiátrico.
El rostro de Chet siempre se mostraba sin expresión alguna, los personajes son distanciados del lector de una manera que no se sientan vacíos o no se identifiquen con ellos. Para el caricaturista y el crítico Pepo Pérez es un reto para los lectores entender a los personajes. 
En el "New Definitive Edition", Brown declaró que el diálogo no estaba en su memoria o que no lo escribe como él lo recordaba y las localizaciones y otros detalles los tuvo en un pequeño lapso de memoria. Para la Academia Elisabeth El Refaie esta transparencia de Brown parte "de la más profunda parte de sinceridad y de autenticidad".
Reviewer C. Max Magee fundó principios de la torpeza y el vaccine emocional comparando su trabajo con el Daniel Clowes y Chris Ware.
Desarrollaron la historia con viñetas en un contexto breve al que se le podía dar cualquier sentido. Para Hatfield surgían escenas de un sueño que surgían de la nada ellos.Los efectos a veces eran extraños aunque la historia estuviera basada en cosas cotidianas. Al contrario que en su anterior novela gráfica, The Playboy, Brown limita el uso del narrador en I Never Liked You.  La historia la mayoría de las veces es narrada por dibujos y poco diálogo. El diseño de la página era a veces limitado en pequeños paneles en la página, a veces eran siete; el diseño y la repetición de los paneles afectaban las escenas de manera que la aceleraban y en ocasiones la atrasaban.
Brown abandono el diseño de cuadrícula que usaba y optó por usar un diseño orgánico, el fondo establecía el modo en que las escenas armonizaban y contrastaban la acción como cuando Chet y Connie regresaron a las películas, que hacían referencia a un amor entre apasionado y sin tacto en un escenario estrellado, cubierto de nieve, haciendo que las figuras parecieran cada vez más insignificantes.
Las caricaturas son más libres a comparación que los primeros trabajos de Brown y se preocupó por incluir este detalle en vez de hacerlo por los detalles literales. La renderización está hecha con brocha y es entre simple y fluida. En sus obras sin embargo existe una cantidad significativa de hatching, y los fondos naturalistas que contrastan con las figuras delgadas y distorsionadas.   Brown había estado emparejando su trabajo desde Playboy porque no estaba feliz con su estilo y buscó reconstruir su estilo en una manera que le gustara. Él siguió con esto en I Never Liked You, donde él dijo que había estado tratando de ser más breve en  The Playboy". Algunos objetos inanimados reciben la atención al retratarlos con un significado especial, como el paquete de refresco con galletas de Chet o la casa de la familia Brown. Una crítica que Darcy Sullivan es un personaje tanto en como en The Playboy".
Brown hizo los dibujos y también muchas notas en el borde de los pennies los cuales se adjustaban a las formas que encierran los dibujos y están hechos a mano alzada como el trabajo de Los Bros Hernández o Robert Crumb. Él dibujo cada panel individualmente, ensamblándolos en las páginas. Después en el primer tiraje de la primera edición fueron puestos en fondos negros y Brown los cambio por fondos blancos en la edición del 2002.

## Recepción y legado

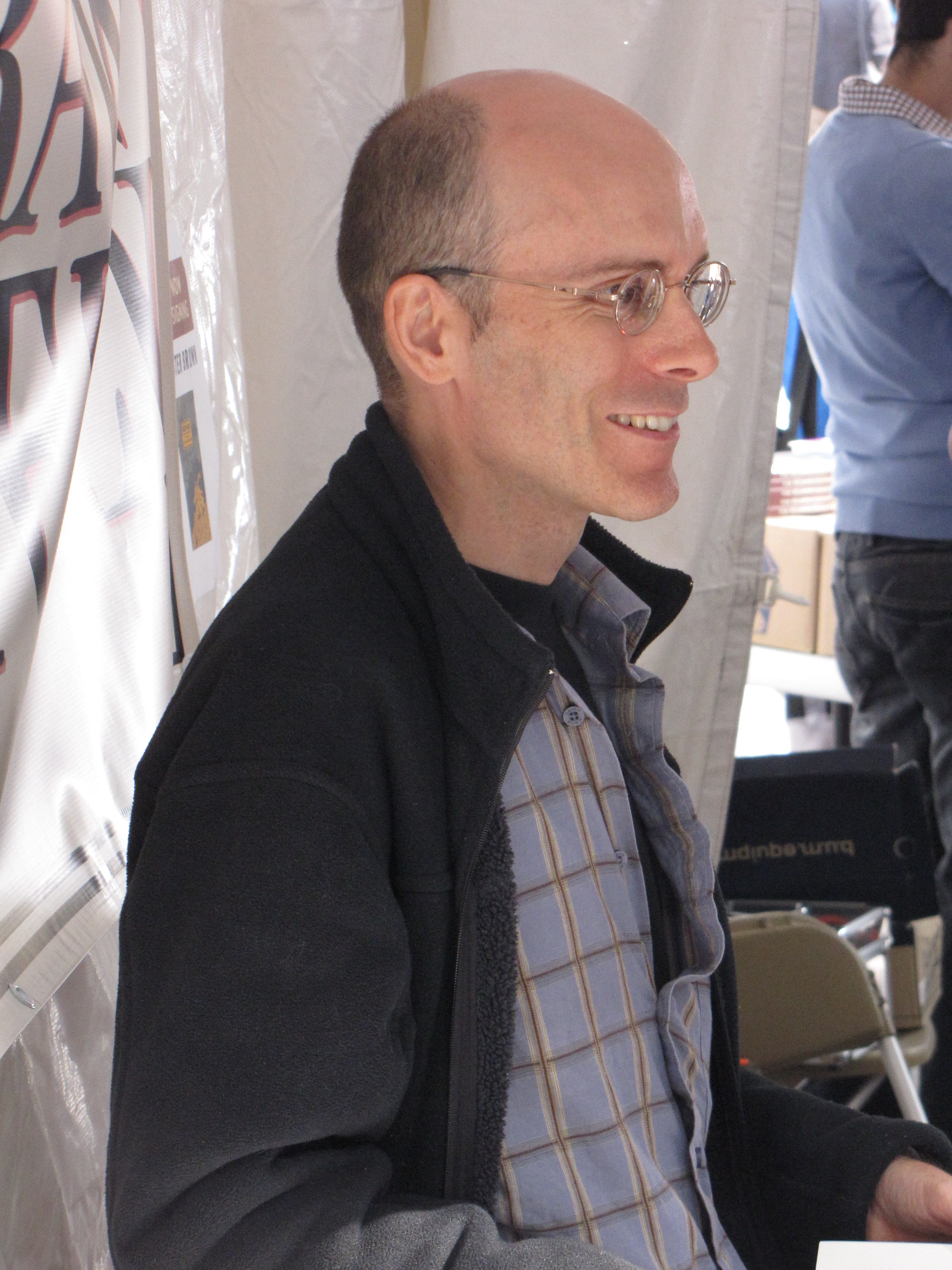
Brown (pictured in 2009) returned to the subject of his relations with women in 2011 in the polemic Paying for It, arguing for the decriminalization of prostitution.

Brown's autobiographical work fue desarrollada en una escena que fue creada desde los años 1960 y los 1970, la cual alcanzó el éxito más tarde en los 1980 casi llegando a los 1990. Brown comenzó una autocrítica de igual manera que Jeffrey Brown y Ariel Schrag,y sus disposiciones dispersas sobre los gustos de Anders Nilsen. Inclusive tras la conclusión de la serie el crítico Darcy Sullivan lo nombró como “el máximo paso que un caricaturista pudiera dar, al encaminar cómics para los adultos.  El caricaturista americano Gilbert Hernández aclamo la los cómics The Playboy y I Never Liked You probablemente como una de las mejores novelas gráficas seguido de Maus"; mientras que el caricaturista británico  Eddie Campbell la nombro el más sensitivo comic jamás creado"; y el escritor americano Heidi MacDonald nombró I Never Liked You como una obra maestra que es lo mismo a tener el premio a la película más vendida.
Charles Hetfield admiró a Brown de una manera honesta, por mantener una observación precisa y una fuerte narración , y comento que “Hide with me" es una de sus páginas favoritas”.  El crítico describió el trabajo como un ejemplo de sobriedad y al mismo tiempo moderación con uno de los retos más duros que un adolescente nunca espera tener. Scripter y el crítico Trajano Bermúdezescribieron un libro donde demostraban que Brown era un maestro en el medio.  El caricaturista noruego  Jason llamó a I Never Liked You su obra autobiográfica favorita. 
Por el otro lado Seth creador de It's a Good Life, If You Don't Weaken y Joe Matt's creador The Poor Bastardtrabajaron con Brown en Toronto y dijeron que I Never Liked You is you es una prominente tendencia en los cómic autobiográficos en 1990s autobiographical comics trend. al igual que “Yummy Fur”  está posicionada en el número 38 en. The Comics Journal's la lista de cómics que pertenece al top 100 de Cómics en inglés.  En 2001 Stephen Weiner incluyó a I Never Liked Youen su libro de las 101 mejores novelas gráficas recomendada para los que habían disfrutado la novela de J. D. Salinger's novela llamada The Catcher in the Rye.
I Never Liked You you fue el último trabajo de su periodo autobiográfico que había comenzando en el año 1990s con Helder en Yummy Fur #19. Yummy Fur ccontinuando con dos cuestiones antes que Chris Oliveros convencieran a Brown para publicar su siguiente serie llamada Underwater, en 1994.  En 2011 Brown regresó a la autobiografía y en su relación con una mujer en una novela llamada  Paying for It, donde causó un polémico argumento en el cual decriminalization of prostitution discriminalizaba a la prostitución.

### Trabajos Citados

#### Libros
- Bell, John (2006). Invaders from the North: How Canada Conquered the Comic Book Universe. Toronto: Dundurn Press. ISBN 978-1-55002-659-7.
- Birch, Michael (2012). «My Mom was a Schizophrenic». Mediating Mental Health: Contexts, Debates and Analysis. Ashgate Publishing. pp. 174-185. ISBN 978-0-7546-7474-0. Consultado el 6 de julio de 2012.
- Brown, Chester (2002). I Never Liked You: The New Definitive Edition. Drawn and Quarterly. ISBN 978-1896597140.
- Epp, Darrell (2013). «Two Handed Man Interviews Cartoonist Chester Brown».  En Grace, Dominick; Hoffman, Eric, eds. Chester Brown: Conversations. University Press of Mississippi. pp. 118-147. ISBN 978-1-61703-868-6.
- Grace, Dominick; Hoffman, Eric (2013). «Introduction».  En Grace, Dominick; Hoffman, Eric, eds. Chester Brown: Conversations. University Press of Mississippi. pp. vii-xxxi. ISBN 978-1-61703-868-6.
- Juno, Andrea (1997). «Interview with Chester Brown». Dangerous Drawings. Juno Books. pp. 130-147. ISBN 0-9651042-8-1.
- Køhlert, Frederik Byrn (2012). «I Never Liked You: A Comic-Strip Narrative».  En Beaty, Bart H.; Weiner, Stephen, eds. Critical Survey of Graphic Novels: Independent and Underground Classics. Salem Press. pp. 378-381. ISBN 978-1-58765-950-8.
- Lefèvre, Pascal (2009). «The Construction of Space in Comics».  En Heer, Jeet; Worcester, Kent, eds. A Comics Studies Reader. University Press of Mississippi. pp. 157-162. ISBN 978-1-60473-109-5. Consultado el 19 de junio de 2012.
- Lefèvre, Pascal (2010). «I Never Liked You».  En Booker, M. Keith, ed. Encyclopedia of Comic Books and Graphic Novels 1. ABC-CLIO. pp. 313-314. ISBN 978-0-313-35748-0.
- El Refaie, Elisabeth (2012). Autobiographical Comics: Life Writing in Pictures. University Press of Mississippi. ISBN 978-1-61703-613-2.
- Weiner, Stephen (2001).  DeCandido, Keith R. A., ed. The 101 Best Graphic Novels. NBM. ISBN 978-1-56163-444-6.
- Wolk, Douglas (2007). «Chester Brown: The Outsider». Reading Comics: How Graphic Novels Work and What They Mean. Da Capo Press. pp. 147–155. ISBN 978-0-306-81509-6.

#### Revistas y Journals
- Hatfield, Charles (febrero de 1999). «No. 38: The Autobiographical Stories in Yummy Fur».  En Spurgeon, Tom, ed. The Comics Journal (Fantagraphics Books) (210): 67. ISSN 0194-7869.
- Sim, Dave (octubre de 2003). «"Getting Riel", part 1». Cerebus (Aardvark-Vanaheim) (295). ISSN 0712-7774. Consultado el 16 de enero de 2011.
- Sullivan, Darcy (noviembre de 1994). «The Four Letter Heart». The Comics Journal (Fantagraphics Books) (172): 53-55. ISSN 0194-7869.
- Thompson, Kim (febrero de 2004). «Gilbert Hernandez interview». The Comics Journal (Fantagraphics Books) (158). ISSN 0194-7869.

#### Web
- Gravett, Paul. «Creator Profile: Chester Brown». paulgravett.com. Archivado desde el original el 10 de septiembre de 2011. Consultado el 7 de abril de 2011.
- Hatfield, Charles (24 de enero de 2008). «"Hide with me": a page by Chester Brown (admired by CH)». Thought Balloonists. Archivado desde el original el 12 de noviembre de 2014. Consultado el 19 de junio de 2012.
- Heater, Brian (23 de junio de 2009). «Interview: Jason Pt. 2 [of 2]». The Daily Crosshatch. Archivado desde el original el 26 de junio de 2009. Consultado el 7 de abril de 2011.
- MacDonald, Heidi (28 de noviembre de 2011). «Beat Holiday Giveaway: Chester Brown's The Playboy and I Never Liked You». The Beat. Archivado desde el original el 16 de noviembre de 2014. Consultado el 17 de noviembre de 2014.
- Magee, C. Max (8 de febrero de 2006). «I Never Liked You by Chester Brown: A Review». The Millions. Archivado desde el original el 10 de septiembre de 2011. Consultado el 17 de noviembre de 2014.
- Park, Ed (2 de mayo de 2011). «Text Appeal». Toronto Standard. Archivado desde el original el 5 de mayo de 2011. Consultado el 5 de mayo de 2011.
- Santoro, Frank (16 de octubre de 2010). «Class with Frank part 2: Doin' the Chester». Comics Comics. Archivado desde el original el 21 de octubre de 2010. Consultado el 30 de abril de 2011.
- Serrano, José A. (junio de 2007). «Nunca me has gustado, de Chester Brown». Guía del cómic. Archivado desde el original el 16 de julio de 2007. Consultado el 17 de noviembre de 2014.
- Verstappen, Nicolas (agosto de 2007). «Chester Brown». du9. Archivado desde el original el 1 de septiembre de 2008. Consultado el 6 de abril de 2011.
- Williams, Ian. «I Never Liked You». Graphic Medicine. Archivado desde el original el 16 de noviembre de 2014. Consultado el 17 de noviembre de 2014.